# 豹尺蛾

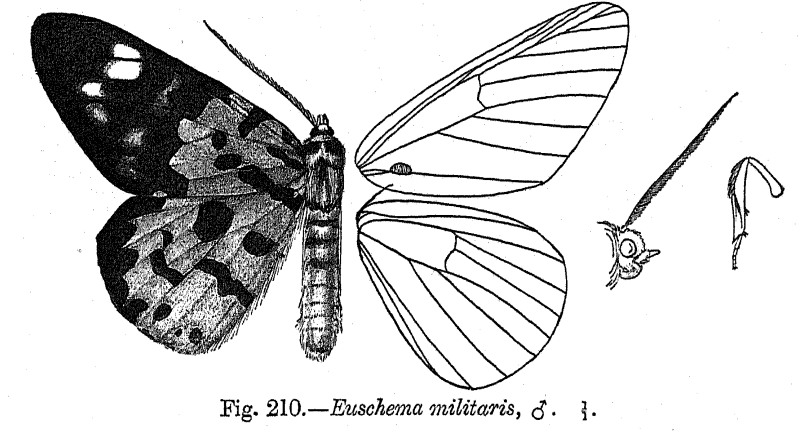

豹尺蛾（學名：Dysphania militaris），又名虎蛾，是一種顏色相當獨特的飛蛾，因為翅螃上面黃黑兩色的花紋跟豹紋相似，因以為名。在亞洲，經常可以在紅樹林一帶發現。

## 外部連結
- 婆羅乃的蛾 （页面存档备份，存于）
- 豹尺蛾的相片Archive.today的存檔，存档日期2013-04-14